# Upplands runinskrifter 214
Upplands runinskrifter 214, eller Vallentunastenen, är en runsten som nu sitter fastkrampad vid väggen i tornrummet till Vallentuna kyrka i Vallentuna socken, Vallentuna kommun och Vallentuna härad i Uppland.

## Stenen
Stenen hittades 1937 i samband med ett renoveringsarbete i Vallentuna kyrka. Höjden är cirka 135 cm, bredden 70 cm och tjockleken 7 cm. Storleken och materialet sandsten avslöjar att den inte är en av Vallentunas vanliga runstenar, därtill skvallrar textens slutrimmade vers att den skapats med influenser utifrån främmande länder, ett poetisk versmått som senare under medeltiden skulle bli en regel.
Inskriften löper i en enkel bågformad slinga utan utsmyckning och på mittytan innanför är ett likarmat processionskors. Delar av runtexten, som inte fick plats i slingan, löper på runbandets insida och fortsätter sedan ner utmed korset stam.

## Inskriften
Inskriften börjar dock på en helt annan runsten (U 215), som nu förvaras på Statens historiska museum och har följande översatta text:
Nusvenska: "Ragnhild och Ulfhild lät (resa) stenen efter sin fader och broder ... ".
Därefter fortsätter budskapet på U 214 och förutom att den avslutas där med både uddrim och allitteration, så innehåller diktverket den första kända strofen inom svensk litteratur som har slutrim. Texten lyder enligt nedan:
Translitterering av runraden:
uk × inkiber × eftiʀ × buanta × sin ' han ' troknaþi ÷ a ' holms ' hafi ' skreþ ' knar ' hans ' i ' kaf þriʀ ' eniʀ ' kamo ' af
Normalisering till runsvenska:
Ok Ingebærg æftiʀ boanda sinn. Hann drunknaði a Holms hafi, skræið knarr hans i kaf, þriʀ æiniʀ kvamu af.
Översättning till nusvenska:
... och Ingeberg efter sin make", därefter följer den versifierade avslutningen:

Han drunknade i Holms hav. 

Hans knarr gick i kvav, 

endast tre kommo av.
I versen står att Ingebergs make förolyckades när han var på resa med en knarr, ett stadigt fartyg som främst var byggt för handelsresor. När de färdades på Holms hav råkade skeppet ut för en olycka och förliste, alla ombord drunknade förutom de tre som hann komma av. Holms hav kan tänkas ha varit vattnet runt Bornholm eller något annat farvatten utmed vägen mot Holmgård.